# Per un pugno di donne
Per un pugno di donne (Tickle Me) è un film del 1965 diretto da Norman Taurog ed interpretato da Elvis Presley.

## Trama
Disoccupato e assunto in un ranch che funziona come istituto di bellezza, un cowboy canterino salva una ragazza e i suoi averi da alcuni banditi a caccia di un tesoro nascosto.

## Colonna sonora
Le canzoni del film non vennero scritte appositamente per il film ma vennero tratte da album precedenti di Elvis.
I brani furono comunque i seguenti: Dirty Dirty Feeling, It Feels So Right (tratte da Elvis Is Back!, 1960); Put the Blame on Me (tratta da Something for Everybody, 1961); I Feel That I've Known You Forever, Night Rider, I'm Yours, (Such An) Easy Question (tratte da Pot Luck with Elvis, 1962); Slowly But Surely (tratta da Fun in Acapulco, 1963); (It's a) Long Lonely Highway (tratta da Kissin' Cousins, 1964).
I brani vennero pubblicati su due EP, Tickle Me, Vol. 1 (RCX 7173) e Tickle Me, Vol. 2 (RCX 7174), quest'ultimo realizzato solo per il mercato britannico.
Nel 2005 venne realizzato il CD Tickle Me (serie Follow That Dream), contenente tutti i brani di entrambi gli EP originali e l'aggiunta di 28 bonus tracks.

## Versioni VHS e DVD
Il film è stato distribuito per la prima volta in formato VHS nei primi anni '80 in una versione limitata da Allied Artists Home Video. Successivamente da Key Video nel febbraio 1985 (come parte dell'uscita di 11 video per celebrare il 50º anniversario della nascita di Presley). Ha avuto altre distribuzioni nel 1987 e 1992 (da CBS/Fox Video) e nel 1997 (dalla Warner Home Video). Nel 2007, è stato pubblicato per la prima volta su DVD, in formato widescreen.